# Joseph John Marus
Joseph John Marus (Londra, 24 ottobre 1903 – Londra, 27 ottobre 1952) è stato un conduttore radiofonico, giornalista e antifascista britannico noto come Candidus.

## Biografia
Nacque a Londra di emigranti italiani originari di Fanna in Friuli, studiò a Londra e Venezia. Divenne giornalista nel 1924 e diresse alcuni settimanali antifascisti a Venezia, Milano e Torino, a causa di questo venne condannato dal Tribunale speciale per la difesa dello Stato a nove mesi di reclusione da scontare al Regina Coeli e in  seguito al confino a Domodossola. Con l'inasprimento del regime fascista decise nel 1938 di tornare nel Regno Unito, dove lavorò come disegnatore e in un'azienda chimica ma collaborò con l'agenzia di stampa Reuters.
Nel 1941 entra a far parte del BBC European Service e trasmette in Italia per Radio Londra dal 1941 al 1944 con il colonnello Harold Stevens e scelse lo pseudonimo di Candidus dal protagonista Candido del racconto omonimo di Voltaire. 
L'8 maggio 1944 la sua identità venne quasi scoperta da Radio Roma poco prima della caduta della Capitale nelle mani degli Alleati il 10 maggio.
Al termine della guerra scrisse il libro Parla Candidus. Discorsi da 13 aprile 1941 al 3 dicembre 1944, con tutti i suoi discorsi a Radio Londra. Continuò ancora per qualche anno la collaborazione con la Reuters come corrispondente in Italia, poi tornò nuovamente alla BBC fino a qualche mese prima della morte nel luglio 1952. Morì a 49 anni nella sua casa nel quartiere londinese di Gipsy Hill.

## Opere
- Parla Candidus. Discorsi da 13 aprile 1941 al 3 dicembre 1944., Arnoldo Mondadori Editore, 1945